# Wide Area Information Servers
Wide Area Information Servers, ou Service, ou System ou Searching, aussi connu sous l'acronyme WAIS, est un système informatique client-serveur permettant à un logiciel client WAIS de se connecter à un serveur répertoriant des bases de données documentaires distribuées sur un réseau informatique et de lancer une recherche dans le texte des documents. Les recherches peuvent s'effectuer par mots clés ou en langage courant. La réponse est donnée sous la forme d'une liste de documents consultables triés par ordre de pertinence. WAIS utilise une extension du protocole de communication ANSI Z39.50.
WAIS a été développé principalement par Brewster Kahle à la fin des années 1980 chez le fabricant de superordinateurs Thinking Machines Corporation. Des logiciels client ont été développés pour plusieurs systèmes d'exploitation, notamment pour Mac OS en collaboration avec Apple. Selon son inventeur, WAIS était le premier système de publication sur Internet. En 1991, Thinking Machines publia WAIS sur Internet.
Fin 1991, un logiciel passerelle WWW-WAIS permettant de mener des recherches dans un serveur WAIS avec un navigateur web a été développé au CERN. WAIS remporta un certain succès dans les grandes entreprises et administrations. En 1993, Internet comptait environ 300 serveurs WAIS, la plupart couvrant des domaines spécialisés. En 2005, WAIS est obsolète et semble avoir disparu d'Internet.
WAIS n'était pas un système hypertexte comme le World Wide Web, il n'y avait pas de liens entre les documents des serveurs WAIS, qui se retrouvaient donc isolés. En outre l'apparition des moteurs de recherche a donné au web la principale fonction de WAIS, mais généralisée à tous les sites web.